# 田牛サンドスキー場

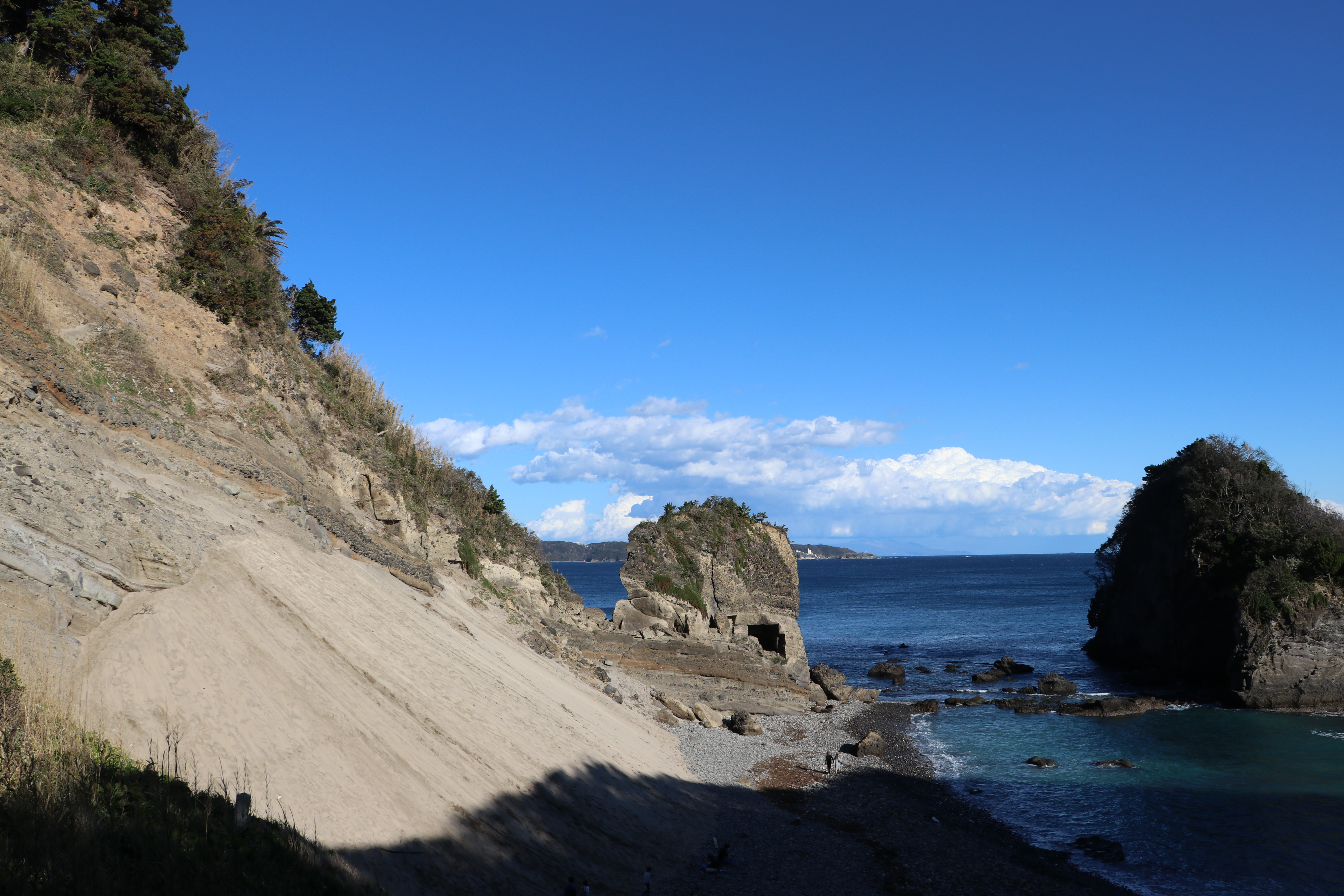
田牛サンドスキー場

田牛サンドスキー場（とうじサンドスキーじょう）は、静岡県下田市田牛地区に存在するサンドスキー場である。

## 概要
季節風によって形成された角度約30度・長さ45m・幅100mの砂丘を、そりによって滑走することが可能である。近隣の商店にてそりの貸し出し（有料）を行っており、砂に埋もれてしまうためサンドスキーには不向きである段ボールを用いなくとも滑走を楽しむことが可能である。
また、サンドスキー場へと向かう階段の西側には静岡県指定文化財の「田牛ハマオモト自生地」があり、約300株のハマユウが自生している他、水冷破砕溶岩や岩脈を観察可能である。

## 事件
2020年10月19日午前9時頃に観光客が白骨らしきものを発見し、静岡県警察が捜索したところ、一か所に集まった形で全人体のうち3分の1にあたる量の人骨が発見された。遺体には外傷は見られず、死後1年以上たった10歳から13歳ほどの性別不明のものであることが明らかとなった。
同年11月13日に下田警察署がこの旨を発表し情報提供を呼びかけたところ、静岡県外での水難事故情報や2020年の春にも骨のようなものがあったとの情報を得た。また11月20日に再捜索を行ったところ白骨のようなものが発見された。

## アクセス
- 伊豆急行線伊豆急下田駅から東海バス田牛行きに乗車し「龍宮窟」バス停で下車[2]。